# میلوشواتس (ولیکا پلانا)
میلوشواتس (به صربی: Miloševac) یک منطقهٔ مسکونی در صربستان است که در ولیکا پلنا واقع شده‌است. میلوشواتس ۳٬۴۲۶ نفر جمعیت دارد.